# Cigare (industrie)
Pour les articles homonymes, voir Cigare (homonymie).

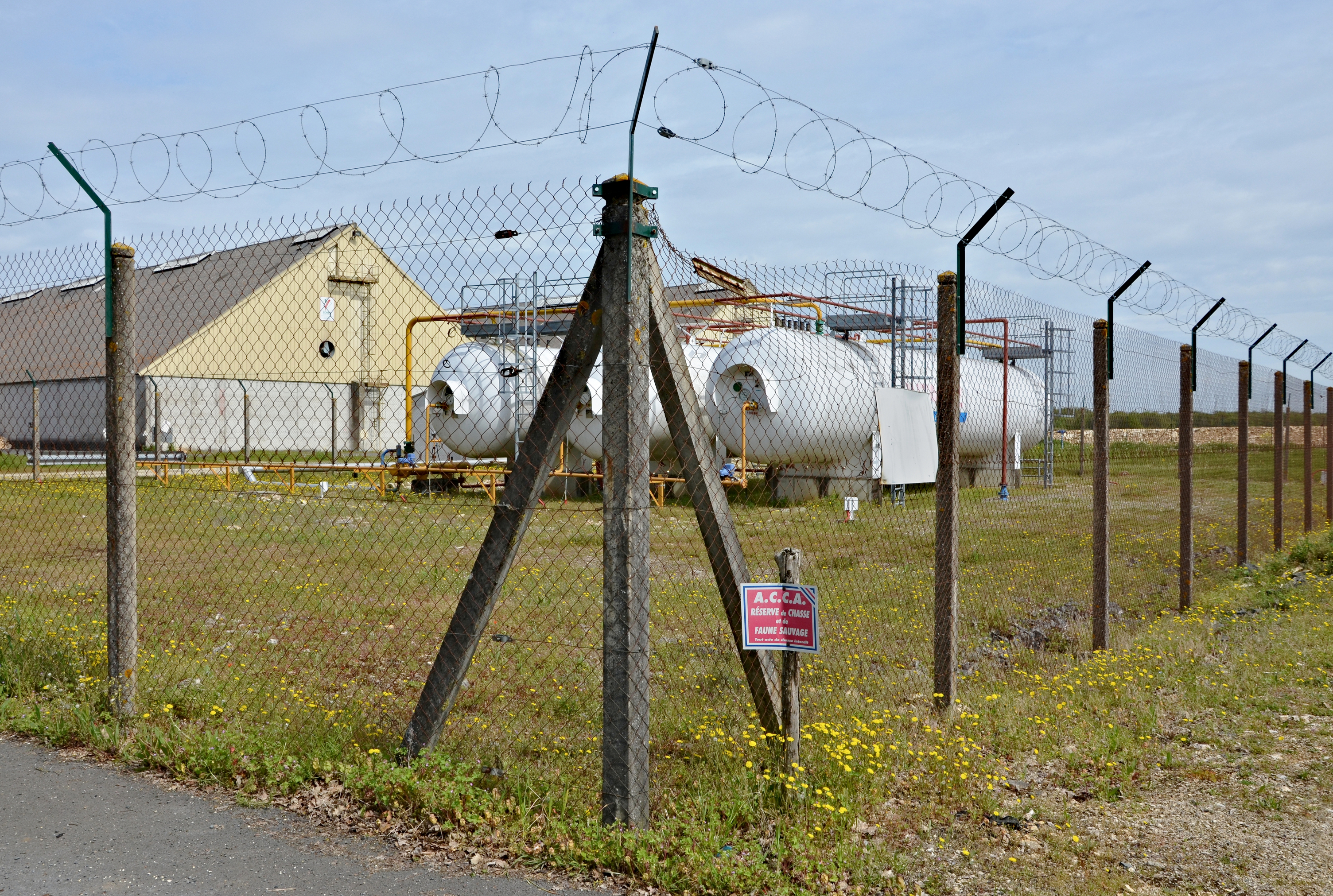
Trois cigares dans une coopérative agricole.

Un cigare est un réservoir, de forme cylindrique horizontale, servant à stocker du propane liquide sous pression.
Généralement les cigares sont placés en surface mais ils peuvent aussi être enfouis dans des sarcophages en béton.
Leur volume peut atteindre 1 000 m3.